# Koroška Rinka
Koroška Rinka ali Križ (2433 m) je gora v osrednjih Kamniško-Savinjskih Alpah. Preko sedla v južnem grebenu je vezana na Kranjsko Rinko (2453 m), severni greben se spušča proti Jezerskemu sedlu (2034 m) in Savinjskemu sedlu (2001 m), medtem ko se vzhodni greben preko Štajerske Rinke zaključuje na škrbini vrh Turskega žleba. Zahodno ostenje Križa pada v krnico nad Ledinami, kjer se nahaja Ledenik pod Skuto, jugovzhodno gruščnato pobočje pa dokaj strmo pada na Male pode. Imena gora pričajo o tem, da je tod tekla meja nekdanjih dežel Koroške, Kranjske in Štajerske.

## Izhodišča
Na Koroško Rinko se lahko povzpnemo iz skoraj vseh strani a nas na vsaki poti čaka vsaj malo plezanja. 
| Izhodišče                                  | Čas vzpona | Višinska razlika | Težavnost               |
| ------------------------------------------ | ---------- | ---------------- | ----------------------- |
| Ravenska Kočna, 1000 m (po slovenski poti) | 4h 15      | 1400 m           | Zelo zahtevna, označena |
| Belska Kočna (968 m)                       | 4h 45      | 1500 m           | Zelo zahtevna, označena |
| Okrešelj (1396 m)                          | 5h         | 1500 m           | Zelo zahtevna, označena |
| Okrešelj, 1396 m (skozi Turski žleb)       | 5h         | 1500 m           | Zelo zahtevna, označena |
| V Koncu, 900 m (čez Žmavčarje)             | 4h 15      | 1500 m           | Zahtevna, neoznačena    |